# Avraham Schmuel Binjamin Sofer

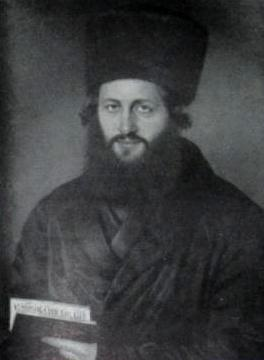
Der Ktav Sofer

Avraham Schmuel Binjamin Wolf Sofer (hebräisch אַבְרָהָם שמואל בנימין סופר) auch Abraham Samuel Benjamin Wolf Sofer, bekannt durch den Namen seines Hauptwerks als Ktav Sofer (geb. 13. März 1815 in Pressburg; gest. 31. Dezember 1871 ebenda), war ein ungarischer orthodoxer Rabbiner, Führungsfigur des ungarischen Judentums in der zweiten Hälfte des neunzehnten Jahrhunderts und Rosch Jeschiwa der Pressburger Jeschiwa.
Sofer folgte im Alter von nur 24 Jahren seinem Vater, dem als Chatam Sofer bekannten Moses Sofer (1762–1839), nach dessen Tod als Rabbiner in Pressburg. Er war wie sein Vater ein starker und einflussreicher Leiter der Gemeinde, der wichtigsten Jeschiwa im damaligen Ungarn, und wichtiger Gelehrter des orthodoxen Judentums. Zu seinen Schülern zählte Joseph Chaim Sonnenfeld.
Auf dem im Jahre 1868 in Budapest veranstalteten jüdischen Kongress, bei dem es vor allem um den schon lange schwelenden Streit zwischen Orthodoxen und Reformjuden und die zukünftige Richtung des ungarischen Judentums ging, war er einer der dominierenden Vertreter der Orthodoxie, die sich schließlich in eigene, selbständige Gemeinden organisierten.
Nach seinem Tod übernahm sein Sohn Simcha Bunim Sofer (Shevet Sofer) das Pressburger Rabbinat und die Leitung der Jeschiwa. Ein weiterer Sohn, der später in Auschwitz ermordete Shimon Sofer, war Rabbiner in Eger. Shimons Enkel, Raw Yochanan Sofer, gründete mehrere Synagogen in den USA und eine in Israel, jeweils unter dem Namen Kehillah Kedosha Ksav Sofer (dt. „Heilige Gemeinde K.S.“).

## Familie
Sofers Eltern waren der Pressburger Rabbiner Moshe Sofer (1762–1839) und dessen zweite Ehefrau Sarel Eger (1790–1832), Tochter des Akiba Eger, der als größter Talmudist seiner Zeit angesehen wurde und später Rabbiner von Posen wurde. Er selbst war mit Chavah Leah Weiss vermählt. Der Ehe entstammten zehn Kinder:
- Yaakov Akiva Sofer († 1912)
- Moshe M. Sofer († 1927)
- Simcha Bunim Sofer († 1907)
- Yitzchak Leib Sofer († 1907)
- Shimon Sofer
- Shlomo Sofer
- Sarel Sofer
- Rachel Sofer
- Hindel Sofer
- Rosa Sofer